# Stazione di Cacchiavia
La stazione di Cacchiavia era una stazione ferroviaria, posta al km 12+744 lungo la ex ferrovia Crotone-Petilia Policastro e localizzata nei pressi del centro abitato di Papanice, frazione del comune di Crotone; nelle sue vicinanze vi era presente il "Bivio Ricovero Carri", che serviva al ricovero dei carri carichi di grano e ortaggi vari, prodotti nelle vicine campagne.

## Storia
La stazione fu aperta nel 1930 in concomitanza con l'apertura della tratta Crotone-Petilia Policastro, e continuò il suo esercizio fino al 1972.

## Strutture e impianti
La stazione era passante in quanto parte del prolungamento fino a Petilia Policastro. Dopo la soppressione, venne abbandonata.